# Pteropus melanotus
Pteropus melanotus är en däggdjursart som beskrevs av Edward Blyth 1863. Pteropus melanotus ingår i släktet Pteropus och familjen flyghundar.
Inom släktet Pteropus bildar arten en egen artgrupp. Typexemplaret hittades på Nikobarerna.

## Underarter
För arten blev fem underarter beskrivna och tre godkänns av IUCN:
- Pteropus melanotus melanotus (syn. P. m. tytleri), hittas på Andamanerna och Nikobarerna.
- Pteropus melanotus modiglianii (syn. P. m. niadicus), lever på Nias och kanske på Enggano nära Sumatra
- Pteropus melanotus natalis är endemisk för Julön

Inga underarter finns listade i Catalogue of Life.

## Utseende
Pälsen har huvudsakligen en mörkbrun färg men vid bröstet och axlarna är den ljusbrun. Hos underarten på Julön har honor ungefär 125 mm långa underarmar och de är hos hannar 130 mm långa. Den genomsnittliga längden för bakfötterna är hos honor 35,5 mm och hos hannar 37 mm. Öronen är hos båda kön cirka 29 mm långa. Nästan fullutvecklade honor väger 315 g och könsmogna hannar 395 g. Hos underarten har hannar gula nyanser i ovansidan och honans päls är mörkare. Glest fördelade finns gråa hår som ger ett spräckligt utseende. Exemplaren på indiska öar har en gulbrun mantel kring axlarna men på Julön är manteln blekare. Hos underarten på Julön har honor och hannar samma storlek och vikten varierar mellan 200 och 500 g.

## Utbredning
Denna flyghund förekommer på olika öar väster om Sumatra, på Andamanerna och Nikobarerna samt på Julön. Arten vistas i låglandet och i bergstrakter upp till 1000 meter över havet. Habitatet utgörs av skogar, mangrove och fruktodlingar.

## Ekologi
Individerna vilar i växtligheten och bildar där stora kolonier, ibland med flera tusen medlemmar. Födan utgörs av frukter och blommor (nektar och pollen). Typiska växter på indiska öar är fikon. Några träsk med Nypa fruticans förstördes under tsunamin 2004. De återskapas sedan 2006 och de besöks av flyghunden. På mindre öar finns skogar med växter av släktet Casuarina och där bildar flyghunden grupper med 10 till 15 medlemmar. Under regntiden förenar sig flera grupper och bildar kolonier med upp till 760 exemplar. På Andamanerna och Nikobarerna lämnar flyghunden gömstället senare på kvällen. Pteropus melanotus melanotus parar sig i maj eller juni och ungarna föds mellan december och april. För underarten vid Sumatra finns inga uppgifter angående levnadssättet.
På Julön är Pteropus melanotus tillsammans med julöglasögonfågeln huvudansvarig för växternas pollinering och för fröspridningen. Den äter frukter eller nektar från Muntingia calabura, Syzygium nervosum, från arter av släktena Terminalia, Planchonella, mangosläktet, kokospalm och Barringtonia. Flyghunden flyger under natten upp till 14 km. Revirets storlek är allmänt 115 till 350 hektar. Underarten på Julön parar sig mellan juni och augusti men ungarna föds under samma månader som på indiska öar. Hannar visar efter 15 månader tecken på parningsbeteende och efter 27 månader är de könsmogna. Hannar strider om rätten att para sig och därför sker den första framgångsrika parningen efter cirka fyra år. Honor är efter två år könsmogna. På Julön lever betydlig fler honor än hannar.

## Hot
Flera exemplar faller offer för katter och några dödas av rovlevande fåglar samt av ormar som klättrar i träd. Beståndet hotas av landskapsförändringar och av jakt för att få viltkött. På Julön introducerades myran Anoplolepis gracilipes som är skadlig för naturen. Om den hotar Pteropus melanotus är inte känt. På Andamanerna och Nikobarerna är asiatisk elefant, axishjort och snäckan Achatina fulica inte inhemska. Även här är det oklart hur de påverkar arten. Hela populationen av fullt utvecklade exemplar uppskattas till mellan 5000 och 7000. IUCN befarar att beståndet minskar med 10 procent under 16 till 24 år efter året 2021. Flyghunden kategoriseras som sårbar.